# 레뮤엘 걸리버

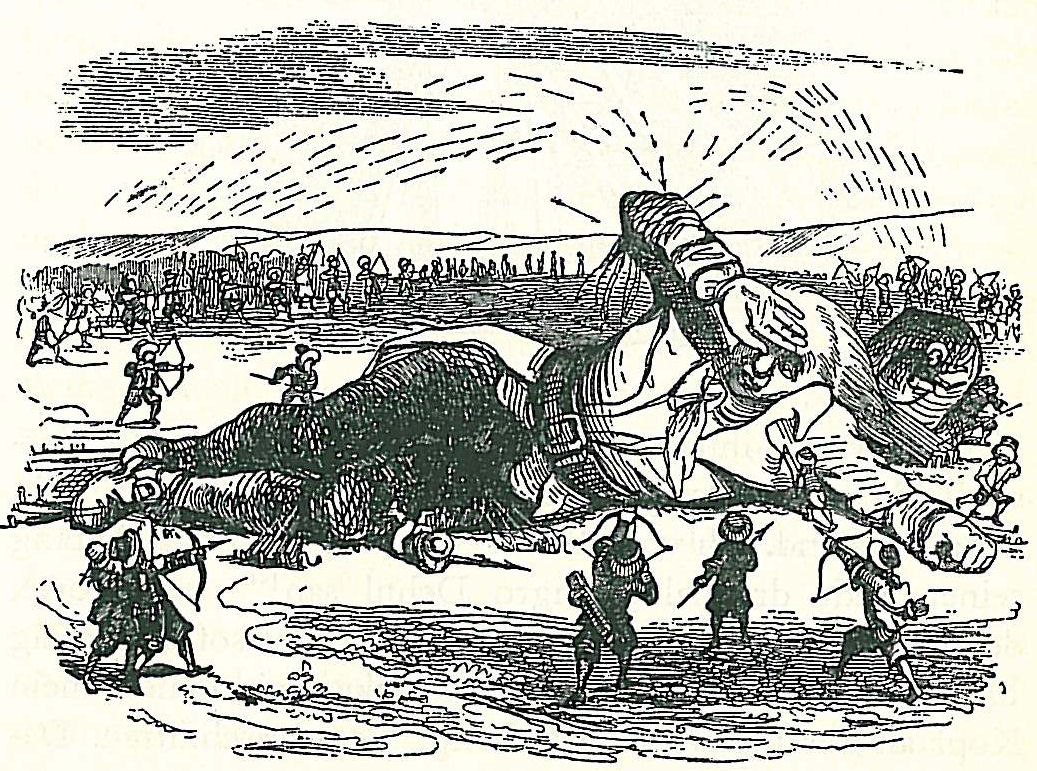

레뮤엘 걸리버(Lemuel Gulliver)는 작가 조너선 스위프트의 《걸리버 여행기》에서 나오는 주인공이며, 작중 여러 가지 이상한 나라들을 탐험하게 된다.

## 같이 보기
- 브로브딩내그
- 걸리버 여행기